# Weaver (Arizona)
Weaver, originariamente Weaverville, è una città fantasma, nella Contea di Yavapai, Arizona.  Tutto ciò che rimane della città sono qualche macchinario arrugginito per l'estrazione dell'oro, un cimitero parzialmente restaurato e le rovine di una casa.

## Storia
Weaverville fu fondata poco dopo la scoperta di depositi d'oro sulla vicina Rich Hill nel maggio 1863.  La città fu chiamata così in onore di Pauline Weaver, che aveva lavorato come guida per il gruppo di esploratori che aveva scoperto l'oro, scoperto casualmente, inseguendo un asino scappato.
Weaverville, presto abbreviata a Weaver, cadde sotto il controllo di Francisco Vega e della sua banda di fuorilegge.  I viaggiatori e gli uomini d'affari evitarono Weaver in favore delle vicine città di Stanton ed Octave.
Un ufficio postale fu aperto a Weaver il 26 maggio 1899, ma rimase per meno di un anno, in quanto fu spostato ad Octave il 19 aprile 1900.